# عیسی بن سلمان آل خلیفه
عیسی بن سلمان آل خلیفه (به عربی: عيسى بن سلمان آل خليفة) (زاده ۳ ژوئن ۱۹۳۳ – درگذشته ۶ مارس ۱۹۹۹) امیر سابق کشور بحرین می‌باشد. وی در ۲ نوامبر ۱۹۶۱ در بحرین به قدرت رسید و در ۶ مارس ۱۹۹۹ درگذشت. استقلال بحرین از ایران در زمان این امیر بحرینی اتفاق افتاده‌است.